# Чапурино
Чапурино (каз. Чапурино) — село в Байтерекском районе Западно-Казахстанской области Казахстана. Входит в состав Красновского сельского округа. Код КАТО — 274439400.

## Население
В 1999 году население села составляло 203 человека (99 мужчин и 104 женщины). По данным переписи 2009 года, в селе проживали 63 человека (31 мужчина и 32 женщины).